# NGC 988
NGC 988 è una galassia a spirale barrata situata nella costellazione della Balena, a una distanza di circa 62 milioni di anni luce dalla nostra Via Lattea.

## Scoperta
La galassia è stata scoperta nel 1880 dall'astronomo francese Édouard Stephan.

## Descrizione
NGC 988 ha una classe di luminosità III-IV e presenta una larga riga a 21 cm dell'idrogeno neutro.
Nella galassia sono presenti anche regioni di idrogeno ionizzato.
Nelle immagini, proprio davanti alla galassia è situata prospetticamente la stella SAO 129994, la quale con la sua luminosità nasconde la porzione nordoccidentale della galassia.

## Morfologia
Eskridge, Frogel e Pogge nel 2002 hanno publlicato un articolo che descrive la morfologia di 205 galassie a spirale o lenticolari ravvicinate. Le osservazioni sono state condotte nella banda H dell'infrarosso e nella banda B (blu). Secondo l'articolo, NGC 988 appartiene a un tipo sconosciuto (no data) nella banda B e SBcd nella banda H.
NGC 988 ci appare pressoché di taglio. Il suo nucleo è integrato in una sottile barra leggermente asimmetrica. La luminosità superficiale della banda interna è elevata, mentre quella della banda esterna è nettamente inferiore.
Dalle estremità della banda a bassa luminosità, si dipartono due bracci di spirale nodosi, diffusi e filamentosi, che si avvolgono per circa 180 gradi.
Una stella molto brillante si sovrappone otticamente alla galassia sul lato nordoccidentale del disco.

## Gruppo di NGC 1084
NGC 988 appartiene al Gruppo di NGC 1084, un raggruppamento che comprende 14 galassie. Quelle inserite nel New General Catalogue sono: NGC 988, NGC 991, NGC 1022, NGC 1035, NGC 1042, NGC 1047, NGC 1051 (=NGC 961), NGC 1052, NGC 1084, NGC 1110 e NGC 1140. Queste galassie, tranne NGC 1047 e NGC 1140, sono incluse anche nella lista pubblicata sul sito  Un Atlas de L'Univers di Richard Powell. Powell designa il raggruppamento come Gruppo di NGC 1052.